# سانتیاگو کاباررا
سانتیاگو کاباررا (به انگلیسی: Santiago Cabrera) (زاده ۵ می ۱۹۷۸) بازیگر اهل شیلی است.
از کارهای معروف او می‌توان به بازی در سریال مرلین و نقش ایزاک مندز در سریال قهرمانان اشاره کرد.
او همچنین در فیلم‌های چه بر سر دوشنبه آمده؟، برای شکوه بزرگتر، پناهگاه و عشق و بلایای دیگر بازی کرده‌است.